# SK Prostějov
Der 1. SK Prostějov ist ein tschechischer Fußballverein aus der mährischen Stadt Prostějov. Der 1904 gegründete Verein war von 1934 bis 1938 sowie von 1939 bis 1943 und zuletzt 1945/46 erstklassig und gehörte in den 1930er Jahren zu den besten tschechoslowakischen Profivereinen.

## Vereinsgeschichte

### Erste Erfolge in den 1920er-Jahren
1904 wurde in Prostějov ein Sportverein gegründet, der den Namen Sportovní kroužek Prostějov trug. Später nahm er die Bezeichnung SK Prostějov an. Erste Erfolge konnte die Mannschaft in den 1920er Jahren erringen, als sie mehrmals mährischer Meister und 1928 Tschechoslowakischer Amateurmeister wurde.

### 1930er-Jahre: Auf dem Höhepunkt
1933 führte der Verein den Berufsfußball ein und stieg 1934 in die 1. Liga auf. In der Saison 1935/36 wurde die Mannschaft Dritter, ein Erfolg, den der SK ein Jahr später wiederholen konnte. Die Jahre 1936 und 1937 sind die erfolgreichsten in der Vereinsgeschichte. In beiden Jahren nahm der SK Prostějov am Mitropa-Cup teil. 1936 gewann die Mannschaft im Achtelfinale gegen den SK Admira Wien und schied im Viertelfinale gegen Újpest Budapest aus. 1937 scheiterte die Elf im Achtelfinale an Grasshoppers Zürich.

### Kriegsjahre: Der Stern sinkt
1938 stieg die Mannschaft nach einer misslungenen Saison ab, schaffte aber den sofortigen Wiederaufstieg. 1940 erreichte sie das tschechische Pokalfinale, unterlag aber dem damaligen Zweitligisten SK Olomouc ASO. Die große Zeit war allerdings vorbei. Schon 1943 stieg der SK erneut ab. Zwar wurde er in der ersten Nachkriegssaison 1945/46 in die 20 Mannschaften umfassende Staatsliga eingegliedert, konnte die Klasse jedoch nicht halten.

### Der tiefe Fall
Danach konnte der Verein nicht mehr an die Vorkriegserfolge anknüpfen. 1973 stieg Železárny Prostějov, so hieß der Verein seit 1959, gar in die 4. Liga ab, die Rückkehr gelang erst 1976. Am Ende der Saison 1976/77 kam es zu einer Reorganisation der Spielklassen, Železárny Prostějov durfte nur in der Divize, der 4. Liga starten. 1980 gelang die Rückkehr in die 3. Liga. Nach einer weiteren Umstrukturierung des Ligensystems 1981 kam Prostějov in die 2. Liga, stieg 1984 aber wieder in die 3. Liga ab und wurde gleich in die 4. Liga durchgereicht. Mit dem 11. Platz 1990/91 in der Divize D, der Abstieg wurde nur knapp vermieden, war der vorläufige Tiefpunkt des Fußballs in Prostějov erreicht. Aber es sollte noch schlimmer kommen: Der Hauptsponsor, das Eisenwerk (Železárny) stieg 1995 aus, der Verein nahm wieder den alten Namen SK Prostějov an und meldete die Herrenmannschaft nur in der 5. Liga.

### Aufstieg durch Fusion und erneuter Fall
Die positive Wende kam 1996: Der SK Prostějov fusionierte mit dem Zweitligisten SK LeRK Brno des Unternehmers Bořivoj Kresta zum SK LeRK Prostějov. Das Sponsorenkürzel LeRK stand dabei für Levně (billig) Rychle (schnell) Kvalitně (qualitativ). Der Verein hielt sich jahrelang relativ erfolglos in der 2. Liga, bis er sich 2003 freiwillig nur für die MSFL, die 3. Liga anmeldete, da das eigene Stadion nicht mehr zweitligatauglich war. Daraufhin verließen die besten Spieler die Mannschaft, die sich auch in der 3. Liga nicht halten konnte und als Tabellenletzter abstieg. Das Gleiche passierte 2004/05 in der Divize D. Der Verein stand vor der Auflösung, es drohte das Ende des Fußballs in Prostějov. Schließlich kaufte der 1. SK Prostějov die Lizenz des SK LeRK, so dass 2005/06 der freie Fall, wenn auch knapp, vorerst gestoppt werden konnte.

### Vorläufiges Ende des Herrenfußballs
Aufgrund finanzieller Schwierigkeiten sah sich der Verein genötigt, die Herrenmannschaft vor der Saison 2007/08 vom Spielbetrieb abzumelden und aufzulösen, die Kräfte wurden auf den Jugendfußball gebündelt.

### Neubeginn
Zwischenzeitlich spielt der Verein unter dem Namen 1. SK Prostějov in der drittklassigen Moravian-Silesian Fußballliga.

## Ligazugehörigkeit und Platzierungen (Tschechien)
|                          | 1993/94 | 1994/95 | 1995/96 | 1996/97 | 1997/98 | 1998/99 | 1999/2000 | 2000/01 | 2001/02 | 2002/03 | 2003/04 | 2004/05 | 2005/06 | 2006/07 |
| ------------------------ | ------- | ------- | ------- | ------- | ------- | ------- | --------- | ------- | ------- | ------- | ------- | ------- | ------- | ------- |
| 1. Liga (Gambrinus Liga) |         |         |         |         |         |         |           |         |         |         |         |         |         |         |
| 2. Liga                  |         |         |         | 10.     | 10.     | 14.     | 12.       | 14.     | 10.     | 14.2    |         |         |         |         |
| 3. Liga (MSFL)           |         |         |         |         |         |         |           |         |         |         | 16.     |         |         |         |
| 4. Liga (Divize)         | 3.      | 10.     |         |         |         |         |           |         |         |         |         | 16.     |         |         |
| 5. Liga (Krajský přebor) |         |         | 12.1    |         |         |         |           |         |         |         |         |         | 12.     | 6.      |

1Fusion mit SK LeRK Brno → 2. Liga
2freiwilliger Abstieg

## Erfolge
- Tschechoslowakischer Amateurmeister 1928
- 3. Platz Staatsliga 1936 und 1937
- Tschechischer Pokalfinalist 1940
- Mitropa-Cup-Teilnehmer 1936 und 1937

## Internationale Wettbewerbe
| Saison | Bewerb                       | Gegner              | Hinspiel | Rückspiel | Gesamt |
| ------ | ---------------------------- | ------------------- | -------- | --------- | ------ |
| 1936   | Mitropapokal (Achtelfinale)  | SK Admira Wien      | 4:0 (H)  | 2:3 (A)   | 6:3    |
|        | Mitropapokal (Viertelfinale) | Újpest FC           | 0:1 (H)  | 0:2 (A)   | 0:3    |
| 1937   | Mitropapokal (Achtelfinale)  | Grasshoppers Zürich | 3:4 (H)  | 2:2 (A)   | 5:6    |

## Vereinsnamen

Vormaliges Logo

Bis 1948 hieß der Verein SK Prostějov. In diesem Jahr erfolgte die erste Umbenennung in Sokol Prostějov II, 1950 eine weitere in Sokol ČSSZ Prostějov. Von 1953 bis 1956 hieß der Verein Tatran Prostějov, danach Slovan Prostějov. 1958 fusionierte Slovan mit Baník Prostějov und trug ab 1959 die Bezeichnung TJ Železárny Prostějov. Anfang der 1990er Jahre wurde der Verein in SK Železárny Prostějov umbenannt, 1995 Železárny aus dem Vereinsnamen entfernt. Nach der Fusion 1996 mit SK LeRK Brno hieß der Verein kurzzeitig SK LeRK, dann SK LeRK Prostějov. Seit 2006 lautet der offizielle Name 1. SK Prostějov.

## Trainer
- Emil Rauchmaul (1931)
- Miroslav Kouřil (2001–2003) Co-Trainer, (2003) Trainer

## Spieler
- Rostislav Václavíček (19??–1970), gewann 1980 bei den Olympischen Spielen in Moskau mit der Tschechoslowakei die Goldmedaille.